# Reichelina
Reichelina es un género de foraminífero bentónico de la subfamilia Ozawainellinae, de la familia Ozawainellidae, de la superfamilia Fusulinoidea, del suborden Fusulinina y del orden Fusulinida. Su especie tipo es Reichelina cribroseptata. Su rango cronoestratigráfico abarca el Lopingiense (Pérmico superior).

## Discusión
Clasificaciones más recientes incluyen Reichelina en la superfamilia Ozawainelloidea, y en la subclase Fusulinana de la clase Fusulinata.

## Clasificación
Se han descrito numerosas especies de Reichelina. Entre las especies más interesantes o más conocidas destacan:
- Reichelina cribroseptata †
- Reichelina lamarensis †
- Reichelina turgida †

Un listado completo de las especies descritas en el género Reichelina puede verse en el siguiente anexo.
En Reichelina se ha considerado el siguiente subgénero:
- Reichelina (Parareichelina), aceptado como género Parareichelina